# Cryptosoma balguerii
Cryptosoma balguerii är en kräftdjursart som först beskrevs av Desbonne 1867.  Cryptosoma balguerii ingår i släktet Cryptosoma och familjen Calappidae. Inga underarter finns listade i Catalogue of Life.